# 공항대로
공항대로(空港大路, Gonghang-daero)는 서울특별시 강서구 공항동 김포국제공항에서 염창동 양화교에 이르는 왕복 10차선 도로로서, 길이는 7.4km이다. 이 도로의 명칭은 도로의 시작점에 김포국제공항이 있기 때문에 지어진 것이다. 전 구간이 국도 제48호선에 해당한다. 또한 외발산삼거리에서 양화교까지 (연장 4.8km)는 국도 제6호선과 국도 제77호선과도 겹친다.

## 역사
- 1966년 11월 26일 : ‘대한항공앞(서대문구 서소문동 21)~김포공항(영등포구 방화동 621)’ 구간을 공항로(空港路)로 지정[1]
- 1984년 11월 16일 : 노선을 '제2한강교(양화대교) ~ 김포공항' 8.9km에서 '양화교 ~ 김포공항정문' 7.1km로 변경하여 노선 단축[2]
- 2010년 4월 22일 : 2개 이상 자치구에 걸쳐 있는 도로로 공항대로를 고시[3]
- 2010년대 중 : 마곡지구의 개발에 따라 마곡역을 포함한 '발산역 ~ 김포공항 입구' 구간 지하에 시설물을 설치하기 위해 노선이 북쪽으로 잠시 이설되었다가 재개통되었다. 잠시 이설된 도로의 대부분 구간은 추후 마곡지구 내부의 동서 간선도로가 될 예정이다.

## 노선
- 표기한 서울특별시도는 안내용이다.

| 지점               | 접속 노선                                                                                         | 소재지        | 소재지        | 비고          |
| 하늘길과 직결      | 하늘길과 직결                                                                                     | 하늘길과 직결 | 하늘길과 직결 | 하늘길과 직결 |
| ------------------ | ------------------------------------------------------------------------------------------------- | ------------- | ------------- | ------------- |
| 김포공항입구교차로 | 국도 제48호선 (남부순환로, 개화동로) 서울특별시도 제92호선 (남부순환로, 개화동로) 방화동로 하늘길 | 강서구        | 방화동        |               |
| 송정역             | 송정로                                                                                            | 강서구        | 공항동        |               |
|                    | 방화대로                                                                                          | 강서구        | 공항동        |               |
| 마곡서1로사거리    | 마곡서1로                                                                                         | 강서구        | 마곡동        |               |
| 마곡서로사거리     | 마곡서로                                                                                          | 강서구        | 마곡동        |               |
| 마곡역교차로       | 국도 제6호선 국도 제77호선 마곡중앙로                                                             | 강서구        | 마곡동        |               |
| 마곡동로사거리     | 마곡동로                                                                                          | 강서구        | 마곡동        |               |
| 발산역사거리       | 강서로                                                                                            | 강서구        | 등촌동        |               |
| 강서구청입구교차로 | 화곡로                                                                                            | 강서구        | 등촌동        |               |
|                    | 까치산로                                                                                          | 강서구        | 등촌동        |               |
| 등촌역교차로       | 등촌로                                                                                            | 강서구        | 등촌동        |               |
| 염창역             | 목동중앙본로                                                                                      | 강서구        | 염창동        |               |
| 양화교교차로       | 노들로, 안양천로, 양천로                                                                          | 양천구        | 목동          |               |
| 노들로와 직결      |                                                                                                   |               |               |               |

## 연결 도로
종점인 양화교에서는 노들로가 연결된다.